# Tepec, Jalisco
Tepec är en ort i Mexiko.   Den ligger i kommunen Amacueca och delstaten Jalisco, i den centrala delen av landet, 500 km väster om huvudstaden Mexico City. Tepec ligger 1 600 meter över havet och antalet invånare är 1 900.
Terrängen runt Tepec är varierad. Runt Tepec är det ganska tätbefolkat, med 90 invånare per kvadratkilometer. Närmaste större samhälle är Sayula, 12,7 km söder om Tepec. Trakten runt Tepec består i huvudsak av gräsmarker.